# CAC CA-28 Ceres
Le CAC CA-28 Ceres est un avion à hélice d'épandage agricole, réalisé en Australie à la fin des années 1950 par la Commonwealth Aircraft Corporation. Il présente la curieuse particularité, pour un avion de ce type, d'être dérivé d'un avion militaire de la Seconde Guerre mondiale : le CAC Wirraway.